# Kick Me
Kick Me ist ein US-amerikanischer animierter Kurzfilm von Robert Swarthe aus dem Jahr 1975. Er wurde direkt auf den Einzelbildern des Filmstreifens handanimiert.

## Handlung
Ein Farbstift erscheint und malt ein paar dünne Beine auf ein Einzelbild des Filmstreifens. Die Beine werden lebendig, zerstören die erscheinenden Credits und laufen davon. Sie erscheinen erneut auf dem Bildschirm und vollführen zu Ballettmusik unter anderem Spitzentanz. Später wandern sie auf einer Wiese entlang und treten an einen Apfelbaum. Die Äpfel fallen herunter und die Beine fangen mit den Äpfeln zu spielen an: Aus einem Apfel, den die Beine in die Luft werfen, werden schließlich drei, die jonglierend in der Luft gehalten werden. Die Beine kommen die Äpfel jonglierend an einen See und alle drei Äpfel werden von Fischen gefressen. Die Beine gehen im See baden und werden kurz darauf von einem Hai gejagt, können jedoch entkommen.
Die Beine rennen nun über Berg und Tal in einen Tunnel, wo sie herannahenden Autos ausweichen müssen. Eine kleine Metallkugel trifft die Beine, als sie wieder im Freien stehen. Die Beine rollen die Metallkugel ein Stück, die sich jedoch selbständig macht, immer größer wird und schließlich die Beine zu überrollen droht. Sie fliehen treppauf und treppab und fallen schließlich in ein Meer, wo sie mit Taucherflossen bald in Luftblasen eingeschlossen werden oder mit Fischen schwimmen bzw. von ihnen fast gefressen werden. Bald retten sich die Beine zum Strand und finden sich schließlich in einem Einzelbild wieder und stoßen an die Grenzen des Bildes und springen schließlich von Bild zu Bild – man sieht einen Teil des Filmstreifens – und schließlich von Filmstreifen zu Filmstreifen.
Die Beine finden sich am Ende in einem Gebäude wieder und werden von der Kugel sowie von einer Spinne gejagt. Als die Spinne die Beine zu erwischen scheint, kommt es zu einer Bildunterbrechung mit dem Schild „One Moment Please“, das schließlich von den Beinen weggetreten wird. Die Beine fangen erneut zu tanzen an.

## Auszeichnungen
Kick Me wurde 1976 für einen Oscar in der Kategorie „Bester animierter Kurzfilm“ nominiert, konnte sich jedoch nicht gegen Great durchsetzen.